# Singapore Community Shield 2024
Der Singapore Community Shield 2024 war die 16. offizielle Ausspielung des Wettbewerbs und wurde am 4. Mai 2024 zwischen dem singapurischen Meister und Pokalsieger Albirex Niigata (Singapur) und dem singapurischen Vizemeister Lion City Sailors ausgetragen. Die Lion City Sailors gewann das Spiel im Jalan Besar Stadium mit 2:0.

## Spielstatistik
| Paarung                    | Albirex Niigata (Singapur) – Lion City Sailors |
| Ergebnis                   | 0:2 (0:1) |
| Datum                      | 4. Mai 2024 um 13:00 Uhr |
| Stadion                    | Jalan Besar Stadium, Jalan Besar, Kallang |
| Schiedsrichter             | Clarence Leow |
| Tore                       | 0:1 Shawal Anuar (42.) 0:2 Maxime Lestienne (83., FE) |
| Albirex Niigata (Singapur) | Hassan Sunny – Syed Firdaus Hassan, Stevia Egbus Mikuni, Koki Kawachi, Gareth Low – Yōjirō Takahagi, Yōhei Ōtake, Wai Loon Ho – Daniel Goh (76. Haziq Kamarudin), Arya Igami (72. Amy Recha), Shuhei Hoshino Cheftrainer: Kazuaki Yoshinaga ( Japan)                                                                      |
| Lion City Sailors          | Zharfan Rohaizad – Lionel Tan (79. Sergio Carmona Pérez), Bailey Wright, Toni Datkovic, Obren Kljajic (73. Christopher van Huizen) – Hariss Harun, Hami Syahin, Song Ui-young – Maxime Lestienne, Shawal Anuar (90.+1' Adam Swandi), Bart Ramselaar (90.+1' Anumanthan Kumar) Cheftrainer: Aleksandar Ranković ( Serbien) |
| Gelbe Karten               | Shuhei Hoshino (40.), Gareth Low (83.) – Shawal Anuar (60.) |

### Auswechselspieler
| Auswechselspieler | Auswechselspieler |
| --- | --- |
| Albirex Niigata (Singapur) | Lion City Sailors |
| - Kenji Austin - Zainol Gulam - Jarrel Ong - Amy Recha ▲ (72.) - Hilman Norhisam - Haziq Kamarudin ▲ (76.) - Arshad Shamim - Junki Kenn Yoshimura - Syukri Bashir | - Izwan Mahbud - Bill Mamadou - Sergio Carmona Pérez ▲ (79.) - Christopher van Huizen ▲ (73.) - Hafiz Nor - Anumanthan Kumar ▲ (90.+1) - Muhammad Asis - Nathan Mao - Adam Swandi ▲ (90.+1) |